# Rhododendron coryanum
Rhododendron coryanum är en ljungväxtart som beskrevs av Tagg och Forrest. Rhododendron coryanum ingår i släktet rododendron, och familjen ljungväxter. Inga underarter finns listade i Catalogue of Life.